# Елвира Шатаева
Елвира Сергеевна Шатаева (на руски: Эльви́ра Серге́евна Шата́ева) е руска съветска алпинистка. Майстор на спорта на СССР.
Към момента на смъртта ѝ през 1974 г. е сред най-известните алпинистки в страната.

## Биография
Родена е в Москва на 1 декември 1938 г. Завършва Московското художествено училище.
Работи като спортен инструктор в Москва. Занимава се с бързо бягане с кънки, а по алпинизма се увлича през 1962 г., когато след травма се възстановява в алпийския лагер „Шхелда“.
В периода от 1964 по 1972 г. извършва редица сложни алпийски изкачвания в Кавказ и Памир. През декември 1970 г. получава званието „Майстор на спорта на СССР“.
През 1971 г. Елвира Шатаева изкачва връх Комунизъм по реброто Буревестник – 5А, третата жена на върха. През 1972 г. ръководи изцяло женско изкачване на връх Корженевская (7105 м) в Таджикистан – първата женска група на седемхилядник в СССР. За постижението си участничките са наградени със златен медал „За забележителни спортни постижения“ от Спортния комитет на СССР.
През 1973 г. ръководи първата женска експедиция, направила траверс на Ушба в Грузия.
През август 1974 г. ръководи траверс на масива на връх Ленин (7134 m) в Памир от изцяло женска група за първи път в историята. Групата включва още Нина Василиева и Валентина Фатеева от Москва, Илсинар Мухамедова и Татяна Сардашова от Душанбе, Галина Переходюк от Челябинск, Людмила Манжарова от Фрунзе и Ирина Любимцева от Свердловск. Групата достига връх Ленин на 5 август в 17 ч. и нощува на върха, но се разразява буря, превърнала се в ураган. Две участнички заболяват, а при спускането, на височина около 7000 m, загиват всички. До последно поддържат радиовръзка с базата (7 август). Още при първия сигнал за бедствие към върха тръгват челябински и новосибирски алпинисти, както и английски и френски от Международния алпийски лагер, установена е връзка с японски и американски, намиращи се в планината, но ураганът осуетява опитите за помощ. Трагедията е широко отразена от световната преса.
Съпругът на Шатаева, алпинистът Владимир Шатаев, написва мемоари за преживяването и живота си – „Степен на трудност“.
Съветският филм „Бурям и ветрам наперекор“, посветен на случая, е награден със специалната награда на  Международния фестивал на спортните филми в Кортина д'Ампецо.